# 오두막

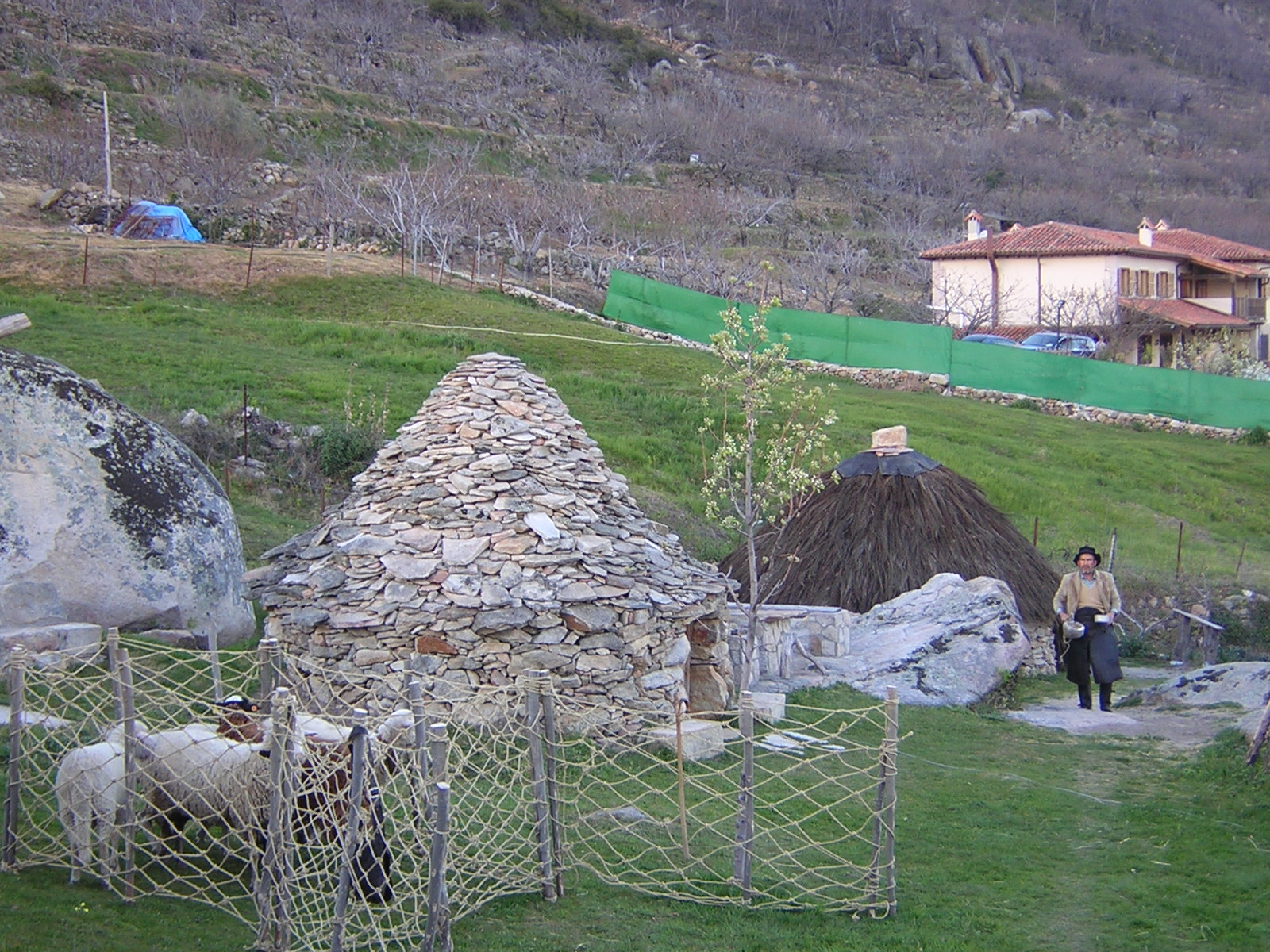
스페인의 오두막

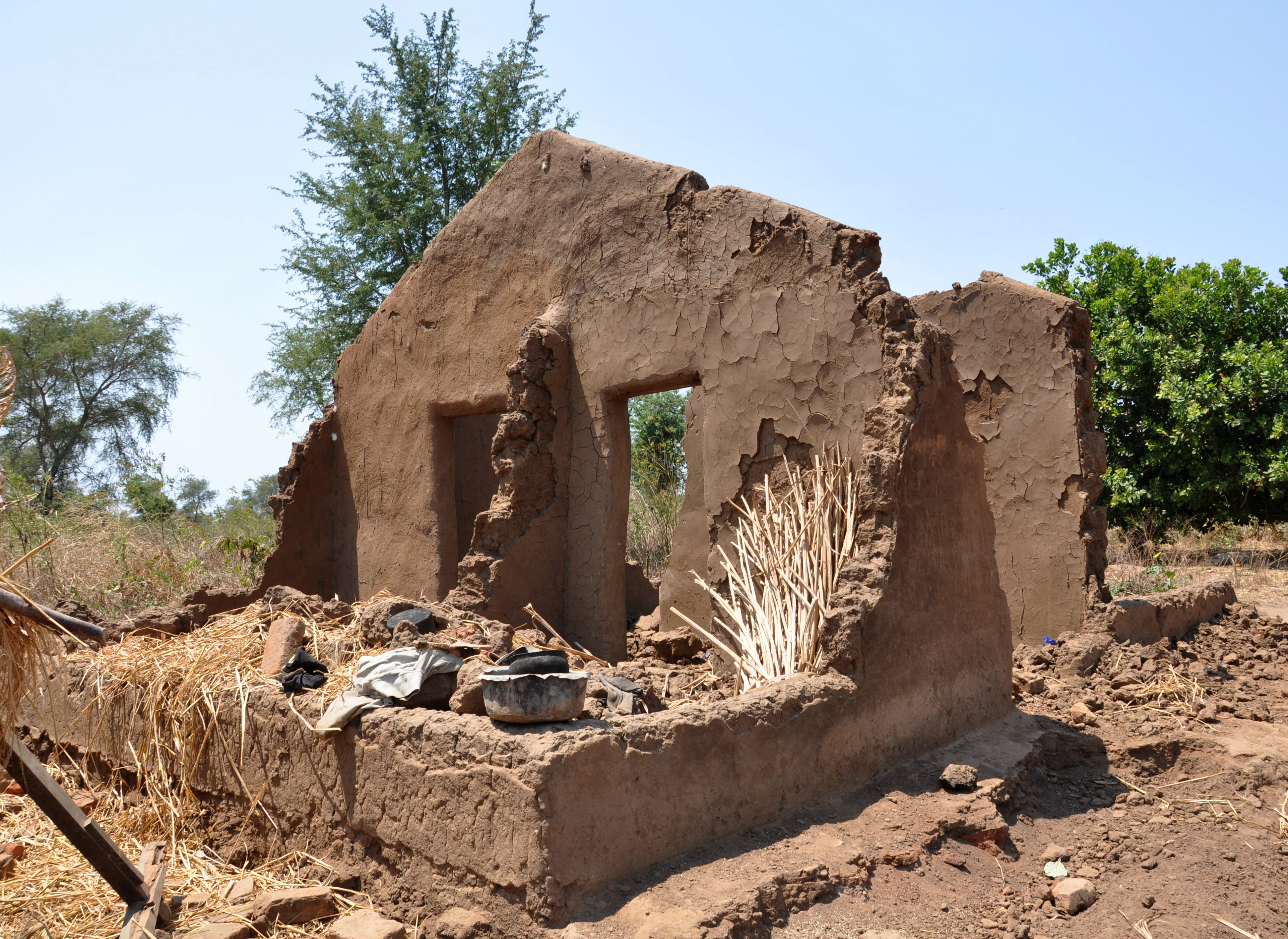
내부 층이 노출된 움막의 잔재. 대형 지진으로 인해 파괴된 모습.

오두막은 다양한 지역 물질들로 구성될 수 있는 원시적인 거주지이다. 오두막은 여러 세대를 거쳐 전해내려온 기법들을 사용하여 나무, 눈, 얼음, 돌, 풀, 종려 잎, 나뭇가지, 가죽, 직물, 진흙과 같이 쉽게 구할 수 있는 물질들로 만들어지기 때문에 일반 주택 구조의 일종이다.
오두막은 잘 지어진 견고한 집보다는 품질이 떨어지는 모양을 지니고 있으나 천막과 같은 보호소보다는 질이 더 좋으며 임시 주거지나 특정 계절에 활용되는 주거지로, 아니면 원시 사회에서 영구적인 거주지로서 사용된다.
오두막은 특히 모든 유목 문화에 존재한다. 일부 오두막은 수송이 가능하며 대부분의 날씨에 대응할 수 있다.

## 종류
- 막사
- 이글루
- 티피
- 유르트

## 같이 보기
- 귀틀집
- 산장
- 유르트
- 오두막집